# Morsbronn-les-Bains
Morsbronn-les-Bains település Franciaországban, Bas-Rhin megyében. Lakosainak száma 680 fő (2022. január 1.). Morsbronn-les-Bains Gunstett, Durrenbach, Forstheim, Frœschwiller, Gundershoffen, Hegeney és Wœrth községekkel határos.

## Népesség
A település népességének változása:
| Lakosok száma | 723  | 681  | 685  | 695  | 689  | 684  | 680  | 680  | 680  |
|               | 2013 | 2015 | 2016 | 2017 | 2018 | 2019 | 2020 | 2021 | 2022 |